# Setodes sucharu
Setodes sucharu är en nattsländeart som beskrevs av Schmid 1987. Setodes sucharu ingår i släktet Setodes och familjen långhornssländor. Inga underarter finns listade i Catalogue of Life.